# Arre! Arre!
Arre! Arre! är ett svenskt punkband, grundat i Malmö 2014 av Anna Palmer och Katja Nielsen. Bandnamnet är det spanska ordet för att sätta fart på hästar, ungefär hoppla, hoppla!, men används även på liknande sätt som jalla, jalla. Bandet har en uttalat feministisk profil och är en del av riot grrrl-rörelsen. De gav ut EP:n Word on the street samma år som de grundades. Första fullängdsskivan, A.T.T.A.C.K, gavs ut år 2015 och den nominerades till Årets rock på P3 Guld galan 2016. År 2019 kom skivan Tell me all about them och bandet spelade på Roskildefestivalen och blev inbjudna till den amerikanska musikfestivalen South by Southwest. Skivan vann pris för årets rock på P3 Guld galan 2020.
I april 2022 släppte bandet sitt sista album och meddelade att de lägger ner såväl skivutgivning som turnerandet framöver. De gjorde sina sista liveframträdanden under sommaren 2022 däribland på Stockholms Kulturfestval.

## Diskografi
- 2014 – A.T.T.A.C.K (Rundgång/pnkslm)
- 2019 – Tell me all about them (pnkslm)

## Utmärkelser
- 2020 - P3 Guld för årets rock/metal, för albumet Tell me all about them.[8]